# Língua yap
A língua yap  ou yapês é uma língua falada por cerca de 6.600 pessoas da ilha de Yap, nos Estados Federados da Micronésia.
Pertence ao grupo das línguas austronésias, mais especificamente às línguas oceânicas.  O Ethnologue lista-a como uma língua isolada dentro das línguas oceânicas.
A escrita yap utiliza o alfabeto latino.

## Vocabulário
- mão - rifrif, paaq
- cabeça - chug, lalug
- beber - qunum, quun
- olho - qawochean, miit
- cabelo- piy
- mãe - chii-tin-ŋiin
- pai - chii-tam-ŋiim
- dizer - yoeg
- mar - madaay, riguur
- sal - sool
- lago - lipäth, lupöth
- lua - puul
- marido - figir
- mulher - lëq
- casa - naqun
- esquerda - gilaey'
- direita - mat'aaw
- cão- kuus, pilis
- ovo - faak
- cobra - parchooyog
- mosquito - neeŋ

## Cores
- preto - ruŋduq
- branco - weachweach
- vermelho - roowroow
- amarelo - maegchoel
- verde - girin

## Números
- um - reeb/taqreeb
- dois - l'agruw
- três - dalip
- quatro - qanŋeeg